# ویلیبالد اشتوویک
ویلیبالد اشتوویک (چکی: Vilibald Šťovík; ۹ اکتبر ۱۹۱۷ – ۸ نوامبر ۱۹۴۸) بازیکن هاکی روی یخ اهل چکسلواکی بود.
وی در مسابقات کشوری و بین‌المللی در مجموع برندهٔ ۱ مدال نقره شده‌است.